# Serigne Fallou Diouf
Pour les articles homonymes, voir Diouf.
Serigne Fallou Diouf, né le 31 décembre 2006 à Dakar au Sénégal, est un footballeur international sénégalais. Il évolue au poste de défenseur central au Qatar Sports Club.

## Biographie
Serigne Fallou Diouf est un footballeur international sénégalais né le 31 décembre 2006 dans la région de Dakar. Il évolue au poste de défenseur central.

### Carrière en club
Serigne Fallou Diouf a commencé sa carrière de footballeur dans le club dakarois de Be sport academy en championnat amateur où il a fait toutes les catégories. En août 2023, Serigne Fallou Diouf quitte Be Sport Academy pour s'engager à l'académie Génération Foot en première division sénégalaise de football.

### Carrière en sélection
Serigne Fallou Diouf est sélectionné avec le groupe de l'équipe du Sénégal des moins de 17 ans pour disputer la Coupe d'Afrique des nations U17 en 2023. Serigne Fallou Diouf, en étant défenseur central solide avec des prestations propres tout au long du tournoi, renversé le Maroc sur le score 2 buts à 1 en marquant le but de la délivrance à la 80ieme minutes en finale et termine par remporter la compétition pour la première fois de l'histoire de cette catégorie pour le Sénégal. Il finit dans l'équipe type de la compétition avec trois autres de ses coéquipiers.
Serigne Fallou Diouf est convoqué avec la sélection -20 pour disputer les qualifications CAN -20, de la zone Ufoa A 2024   , Il inscrit un but en phase de groupe, puis un autre but en demi-finale ,Champion il conserve le trophée régional, synonyme de qualification à la CAN U20 2025.
Il est de nouveau convoqué avec la sélection -20 , pour jouer leur titre à la CAN -20 2025

### Transferts à l’Atalanta Bergame
Le 16 octobre 2024, le célèbre journaliste sportif italien, Fabrizio Romano annonce que  L'Atalanta Bergame a conclu un accord pour recruter le défenseur sénégalais Fallou Diouf. L'Accord a été conclu par l'agent Cristian Zaccardo avec les avocats Francesco Ghisi et Marcello Sommi.

## Palmarès

### En sélection
Sénégal -17 ans
- Coupe d'Afrique des nations -17 ans :
  - Vainqueur : 2023.

### Distinctions individuelles
- Dans l'équipe type de la CAN U17 2023